# سفين مونتجومري
سفين مونتجومري هو دراج سويسري، ولد في 10 مايو 1976 في دتمولد في ألمانيا.

## وصلات خارجية
- سفين مونتجومري على موقع الاتحاد الدولي للدراجات (الإنجليزية)
- سفين مونتجومري على موقع أرشيف الدراجات (الإنجليزية)
- سفين مونتجومري على موقع إحصائيات الدراجات الإحترافية (الإنجليزية)
- سفين مونتجومري على موقع نسبة الدراجات (الإنجليزية)